# Język konjo pesisir
Język konjo pesisir (indonez. bahasa Konjo Pesisir), także: kondjo, tiro – język austronezyjski używany w prowincji Celebes Południowy w Indonezji (kabupateny Bantaeng, Bulukumba i Sinjai). Według danych z 1990 roku posługuje się nim 125 tys. osób.
Jeden z dwóch języków bądź dialektów konjo (drugim z nich jest konjo pegunungan – konjo górski). Na podstawie kryterium zrozumiałości i leksykostatystyki chodzi o dwa odrębne języki, jednakże cechy ich fonologii są prawie identyczne. Na płaszczyźnie morfologii, składni i morfofonemiki widoczne są niewielkie różnice (największe dotyczą słownictwa).
Języki konjo bywają określane jako dialekt języka makasarskiego, który jest z nimi blisko spokrewniony i dominuje pod względem socjopolitycznym (wraz z bugijskim). Dodatkowo wykazują wpływy dalej spokrewnionego języka bugijskiego. Użytkownicy konjo pesisir zachowują jednak własną tożsamość etniczną.
Tworzy złożony zespół odmian dialektalnych. Można wyróżnić dialekty: konjo pesisir (ara, bira), tana toa (black konjo, kadjang, kajang, tana towa), bantaeng (bonthain). Terytorium dialektu tana toa jest odrębne kulturowo, ludność ta opiera się wpływom zewnętrznym. Dialekt bantaeng bywa natomiast klasyfikowany jako odmiana języka makasarskiego.
Jeszcze w latach 80. XX w. był dominującym środkiem komunikacji w regionie. Nowsze doniesienia sugerują, że młodsze pokolenie w coraz większym stopniu używa języka indonezyjskiego.
Jest zapisywany alfabetem łacińskim.